# Wielki marszałek zakonu krzyżackiego
Wielki marszałek zakonu krzyżackiego, niem. der Ordensmarschal lub Oberstmarschall – zastępca wielkiego mistrza w dowodzeniu wojskami, a na wypadek nieobecności wielkiego mistrza – wodzem sił zbrojnych zakonu. W obecności wielkiego mistrza dowodził taborami. Podczas pokoju dbał o wyszkolenie wojskowe wojsk krzyżackich, w wyprawie wojennej pilnował porządku marszów, obozowania, wysyłał straże. Bez pozwolenia jednak obecnego wielkiego mistrza nie miał prawa zaczynać bitwy. W Prusach był jednocześnie komturem królewieckim, któremu podlegały też komturie dolnopruskie. Spoczywał na nim obowiązek obrony zakonu od strony Litwy.